# 劉翀 (正德江西進士)
劉翀（1484年—？），字士鳳，江西吉安府永豐縣人，民籍，明朝政治人物。

## 生平
江西鄉試第十四名舉人。正德六年（1511年）中式辛未科會試第七名，登第二甲第四十七名進士。授行人，十三年十二月实授四川道監察御史，奉命清理军伍，嘉靖初巡按陕西，六年九月考察去職。

## 家族
曾祖劉秉□；祖父劉叙賛；父劉冔，母楊氏；繼母毛氏。具慶下。